# Literatura en esperanto
El esperanto es la única lengua artificial que posee una cultura propia suficientemente desarrollada, y que ha creado una literatura de interés, formada tanto por obras traducidas como originales.
El primer libro donde se ofrecían los fundamentos del idioma, publicado el 26 de julio de 1887, ya incluía una traducción, y un pequeño poema original. Posteriormente, el mismo iniciador del idioma, L. L. Zamenhof continuó editando obras, tanto traducidas como originales, como una forma consciente de probar y desarrollar las potencialidades de la lengua. Actualmente, los hablantes de esperanto continúan considerando las obras de Zamenhof como modelos del mejor esperanto clásico.
Otros autores de la primera etapa fueron Antoni Grabowski y Kazimierz Bein (Kabe). Henri Vallienne es considerado como el autor de las primeras novelas.
En el periodo de entreguerras se dio un momento de gran brillantez, con especial protagonismo de la que se llamó «Escuela húngara», cuyos principales exponentes fueron Julio Baghy y Kálmán Kalocsay. Otros miembros fueron Ferenc Szilágyi, Sándor Szathmári, Jean Forge o Teodoro Schwartz, más conocido actualmente por ser el padre del financiero George Soros.
También mostró gran brillantez la escuela soviética, ligada en parte a la asociación obrera Sennacieca Asocio Tutmonda, hasta su desaparición al final de los años 30 por las persecuciones de Stalin.
Tras la Segunda Guerra Mundial se reanudó la actividad literaria. El centro lo constituyó la localidad canaria de La Laguna, donde el profesor Juan Régulo Pérez había fundado la editorial Stafeto. De entre los autores originales publicados, merecen especial mención los agrupados en la «Escuela escocesa», con William Auld, varias veces candidato al Premio Nobel de Literatura, a la cabeza.
En los años 80 y 90 se ha destacado una nueva generación, entre la que destaca la llamada «Escuela ibérica», grupo entre los que se encuentran los escritores Miguel Fernández, Miguel Gutiérrez Adúriz, Jorge Camacho Cordón, Gonçalo Neves y Abel Montagut.
Se calcula que el número de libros editados en esperanto es superior a los veinticinco mil. El principal servicio de venta de libros, el de la Asociación Universal de Esperanto posee más de cuatro mil títulos en su catálogo. Existen revistas dedicadas exclusivamente a la literatura, como Fonto y Literatura Foiro, mientras que las revistas generales, como Monato y La Ondo de Esperanto también editan textos de ficción, originales y traducidos.
En junio del año 2008, Geoffrey Sutton publicó Concise Encyclopedia of the Original Literature of Esperanto (Enciclopedia concisa de la literatura original del esperanto), con más de trescientos artículos sobre los principales escritores y su obra, ordenados cronológicamente.

## Corpus digital
En 2002, la Fundación de Investigación del Esperanto (Esperantic Studies Foundation ), puso en marcha un proyecto para crear un corpus digital de literatura en esperanto para facilitar la investigación lingüística del idioma. En 2009 contaba con sesenta y siete obras (traducidas y originales), más de mil cuatrocientos artículos de la publicación mensual de temática general Monato, y  treinta y nueve números de la revista La Ondo de Esperanto, también mensual. En 2012 sumaba casi cinco millones de palabras y el objetivo es llegar a diez millones de palabras.